# Bahnstrecke Épinal–Bussang
| Empfangsgebäude des Bahnhofs Remiremont mit 1891 von Corpet-Louvet gebauter 030T-Denkmallokomotive der Houillères des Cévennes auf dem Platz der Widerstandskämpfer, 2008 |                            |                                                                                       |                                                                                       |
| Streckennummer (SNCF): | 060 000                    |                                                                                       |                                                                                       |
| Kursbuchstrecke (SNCF): | 18 (Épinal–Dinozé) und 187 |                                                                                       |                                                                                       |
| Streckenlänge: | 59,9 km                    |                                                                                       |                                                                                       |
| Spurweite: | 1435 mm (Normalspur)       |                                                                                       |                                                                                       |
| Stromsystem: | 25 kV 50 Hz ~              |                                                                                       |                                                                                       |
| Maximale Neigung: | 15 ‰                       |                                                                                       |                                                                                       |
| Zweigleisigkeit: | Épinal–Arches              |                                                                                       |                                                                                       |
| |                            |                                                                                       |                                                                                       |
| \| \| \| Bahnstrecke Blainville-Damelevières–Lure von Blainville-Dam. \| \| \| \| \| Bahnstrecke Neufchâteau–Épinal von Neufchâteau \| \| \| \| 0,0 \| Épinal \| 340 m \| \| \| 2,8 \| Char-d’Argent (83 m) \| Char-d’Argent (83 m) \| \| \| \| Viaduc de Bertraménil (143 m) \| \| \| \| 3,7 \| Abzw. Saint-Laurent zum Boucle de Bertraménil \| Abzw. Saint-Laurent zum Boucle de Bertraménil \| \| \| 5,2 \| Dinozé \| 351 m \| \| \| 5,5 \| Dinozé (74 m) \| Dinozé (74 m) \| \| \| 6,2 \| Bahnstrecke Blainville-Damelevières–Lure von Lure \| Bahnstrecke Blainville-Damelevières–Lure von Lure \| \| \| 11,5 \| Arches \| 350 m \| \| \| 13,9 \| Bahnstrecke Arches–Saint-Dié nach Saint-Dié \| Bahnstrecke Arches–Saint-Dié nach Saint-Dié \| \| \| 14,8 \| Pouxeux \| 367 m \| \| \| 15,8 \| Pouxeux (ehem. Bahnhof) \| Pouxeux (ehem. Bahnhof) \| \| \| 16,9 \| RN 57 \| RN 57 \| \| \| 18,2 \| Éloyes \| 387 m \| \| \| 23,2 \| RN 57 (47 m) \| RN 57 (47 m) \| \| \| 23,3 \| Saint-Nabord \| 404 m \| \| \| 24,9 \| RN 57 (36 m) \| RN 57 (36 m) \| \| \| \| \| \| \| \| \| Bahnstrecke Remiremont-Gérardmer von Gérardmer (Tramway vapeur Meterspur) (1900–1935) \| \| \| \| \| \| \| \| \| 27,3 \| Remiremont \| 389 m \| \| \| 27,6 \| Beginn Deklassierung \| Beginn Deklassierung \| \| \| 28,5 \| RN 66 \| RN 66 \| \| \| 28,6 \| Mosel (27 m) \| Mosel (27 m) \| \| \| \| Bahnstrecke Remiremont–Cornimont nach Cornimont \| \| \| \| 32,8 \| Vecoux \| 404 m \| \| \| 34,6 \| Hielle Rupt \| 406 m \| \| \| 36,6 \| Maxonchamp \| 413 m \| \| \| 39,9 \| Rupt-sur-Moselle \| 425 m \| \| \| 41,3 \| Mosel (29 m) \| Mosel (29 m) \| \| \| 44,1 \| Ferdrupt \| 454 m \| \| \| 47,4 \| Ramonchamp \| 473 m \| \| \| \| Bahnstrecke Lure-Le Thillot (1m) von Lure (1912–1938)[2] \| \| \| \| 49,9 \| Le Thillot \| 495 m \| \| \| 51,9 \| Fresse \| 510 m \| \| \| 55,6 \| Saint-Maurice (Ballon d’Alsace) \| 549 m \| \| \| 55,9 \| Mosel (19 m) \| Mosel (19 m) \| \| \| 56,2 \| Abzw. nach Wesserling (nie fertiggestellt) \| Abzw. nach Wesserling (nie fertiggestellt) \| \| \| 57,4 \| Mosel (24 m) \| Mosel (24 m) \| \| \| 59,9 \| Bussang \| 602 m \| \| \| \| Tunnel de Bussang; auch Tunnel d’Urbès \| \| \| \| \| Bahnstrecke Saint-Maurice–Wesserling (unvollendet) \| \| |                            |                                                                                       |                                                                                       |
| Strecke |                            | Bahnstrecke Blainville-Damelevières–Lure von Blainville-Dam.                          | Bahnstrecke Blainville-Damelevières–Lure von Blainville-Dam.                          |
| Abzweig geradeaus, ehemals nach rechts und ehemals von rechts |                            | Bahnstrecke Neufchâteau–Épinal von Neufchâteau                                        | Bahnstrecke Neufchâteau–Épinal von Neufchâteau                                        |
| Bahnhof | 0,0                        | Épinal                                                                                | 340 m                                                                                 |
| Brücke über Wasserlauf | 2,8                        | Char-d’Argent (83 m)                                                                  | Char-d’Argent (83 m)                                                                  |
| Kreuzung geradeaus oben (Querstrecke außer Betrieb) |                            | Viaduc de Bertraménil (143 m)                                                         | Viaduc de Bertraménil (143 m)                                                         |
| | 3,7                        | Abzw. Saint-Laurent zum Boucle de Bertraménil                                         | Abzw. Saint-Laurent zum Boucle de Bertraménil                                         |
| Haltepunkt / Haltestelle | 5,2                        | Dinozé                                                                                | 351 m                                                                                 |
| | 5,5                        | Dinozé (74 m)                                                                         | Dinozé (74 m)                                                                         |
| Strecke quer · Abzweig quer und nach rechts | 6,2                        | Bahnstrecke Blainville-Damelevières–Lure von Lure                                     | Bahnstrecke Blainville-Damelevières–Lure von Lure                                     |
| Bahnhof | 11,5                       | Arches                                                                                | 350 m                                                                                 |
| Abzweig geradeaus und nach links | 13,9                       | Bahnstrecke Arches–Saint-Dié nach Saint-Dié                                           | Bahnstrecke Arches–Saint-Dié nach Saint-Dié                                           |
| Bahnhof | 14,8                       | Pouxeux                                                                               | 367 m                                                                                 |
| ehemaliger Bahnhof | 15,8                       | Pouxeux (ehem. Bahnhof)                                                               | Pouxeux (ehem. Bahnhof)                                                               |
| Strecke mit Straßenbrücke | 16,9                       | RN 57                                                                                 | RN 57                                                                                 |
| Haltepunkt / Haltestelle | 18,2                       | Éloyes                                                                                | 387 m                                                                                 |
| Strecke mit Straßenbrücke | 23,2                       | RN 57 (47 m)                                                                          | RN 57 (47 m)                                                                          |
| Haltepunkt / Haltestelle | 23,3                       | Saint-Nabord                                                                          | 404 m                                                                                 |
| Strecke mit Straßenbrücke | 24,9                       | RN 57 (36 m)                                                                          | RN 57 (36 m)                                                                          |
| |                            |                                                                                       |                                                                                       |
| Strecke · U-Bahn-Strecke von links (außer Betrieb) |                            | Bahnstrecke Remiremont-Gérardmer von Gérardmer (Tramway vapeur Meterspur) (1900–1935) | Bahnstrecke Remiremont-Gérardmer von Gérardmer (Tramway vapeur Meterspur) (1900–1935) |
| |                            |                                                                                       |                                                                                       |
| Bahnhof · U-Bahn-Kopfbahnhof Streckenende | 27,3                       | Remiremont                                                                            | 389 m                                                                                 |
| | 27,6                       | Beginn Deklassierung                                                                  | Beginn Deklassierung                                                                  |
| Strecke mit Straßenbrücke (Strecke außer Betrieb) | 28,5                       | RN 66                                                                                 | RN 66                                                                                 |
| Brücke über Wasserlauf (Strecke außer Betrieb) | 28,6                       | Mosel (27 m)                                                                          | Mosel (27 m)                                                                          |
| Abzweig geradeaus und nach links (Strecke außer Betrieb) |                            | Bahnstrecke Remiremont–Cornimont nach Cornimont                                       | Bahnstrecke Remiremont–Cornimont nach Cornimont                                       |
| Bahnhof (Strecke außer Betrieb) | 32,8                       | Vecoux                                                                                | 404 m                                                                                 |
| Haltepunkt / Haltestelle (Strecke außer Betrieb) | 34,6                       | Hielle Rupt                                                                           | 406 m                                                                                 |
| Haltepunkt / Haltestelle (Strecke außer Betrieb) | 36,6                       | Maxonchamp                                                                            | 413 m                                                                                 |
| Bahnhof (Strecke außer Betrieb) | 39,9                       | Rupt-sur-Moselle                                                                      | 425 m                                                                                 |
| Brücke über Wasserlauf (Strecke außer Betrieb) | 41,3                       | Mosel (29 m)                                                                          | Mosel (29 m)                                                                          |
| Bahnhof (Strecke außer Betrieb) | 44,1                       | Ferdrupt                                                                              | 454 m                                                                                 |
| Bahnhof (Strecke außer Betrieb) | 47,4                       | Ramonchamp                                                                            | 473 m                                                                                 |
| U-Bahn-Strecke von rechts (außer Betrieb) · Strecke |                            | Bahnstrecke Lure-Le Thillot (1m) von Lure (1912–1938)                                 | Bahnstrecke Lure-Le Thillot (1m) von Lure (1912–1938)                                 |
| U-Bahn-Kopfbahnhof Streckenende · Bahnhof (Strecke außer Betrieb) | 49,9                       | Le Thillot                                                                            | 495 m                                                                                 |
| Haltepunkt / Haltestelle (Strecke außer Betrieb) | 51,9                       | Fresse                                                                                | 510 m                                                                                 |
| Bahnhof (Strecke außer Betrieb) | 55,6                       | Saint-Maurice (Ballon d’Alsace)                                                       | 549 m                                                                                 |
| Brücke über Wasserlauf (Strecke außer Betrieb) | 55,9                       | Mosel (19 m)                                                                          | Mosel (19 m)                                                                          |
| Verschwenkung von links (Strecke außer Betrieb) · Verschwenkung von rechts (Strecke außer Betrieb) | 56,2                       | Abzw. nach Wesserling (nie fertiggestellt)                                            | Abzw. nach Wesserling (nie fertiggestellt)                                            |
| Brücke über Wasserlauf (Strecke außer Betrieb) · Brücke über Wasserlauf (Strecke außer Betrieb) | 57,4                       | Mosel (24 m)                                                                          | Mosel (24 m)                                                                          |
| Strecke (außer Betrieb) · Kopfbahnhof Streckenende (Strecke außer Betrieb) | 59,9                       | Bussang                                                                               | 602 m                                                                                 |
| Tunnelanfang (Strecke außer Betrieb) |                            | Tunnel de Bussang; auch Tunnel d’Urbès                                                | Tunnel de Bussang; auch Tunnel d’Urbès                                                |
| |                            | Bahnstrecke Saint-Maurice–Wesserling (unvollendet)                                    |                                                                                       |

Die Bahnstrecke Épinal–Bussang ist eine teils doppelgleisige, elektrifizierte Eisenbahnstrecke im  französischen Lothringen, von der von den ursprünglich 60 km nur noch 27,5 km für den Verkehr freigegeben sind.

## Geschichte
Der Bau wurde von den Chemins de fer de l’Est (EST) beantragt. Am 10. November 1864 konnte der erste Abschnitt von Épinal nach Remiremont in Betrieb genommen werden. Kriegsbedingt verzögerte sich der Weiterbau bis Saint-Maurice-sur-Moselle um 15 Jahre bis zum 7. November 1879. Im Zuge der Verstaatlichung wurde die CE 1937 aufgelöst. Die Strecke ging an die neu geschaffene SNCF über.
Der Weiterbau dieser Strecke gehört – wie 180 andere – als Nummer 29 zu den 1879 im sogenannten Freycinet-Plan genannten Bahnstrecken, die als Strategische Bahnen errichtet werden sollten. Darin hieß es: „Verlängerung der Remiremont-Linie von St. Maurice-sur-Moselle nach Bussang“. Aufgrund der staatlichen Unterstützung für dieses Vorhaben war der restliche Abschnitt bereits nach knapp zwei Jahren zum 18. Oktober 1891 betriebsbereit.

## Infrastruktur

### Abzweig bei Épinal

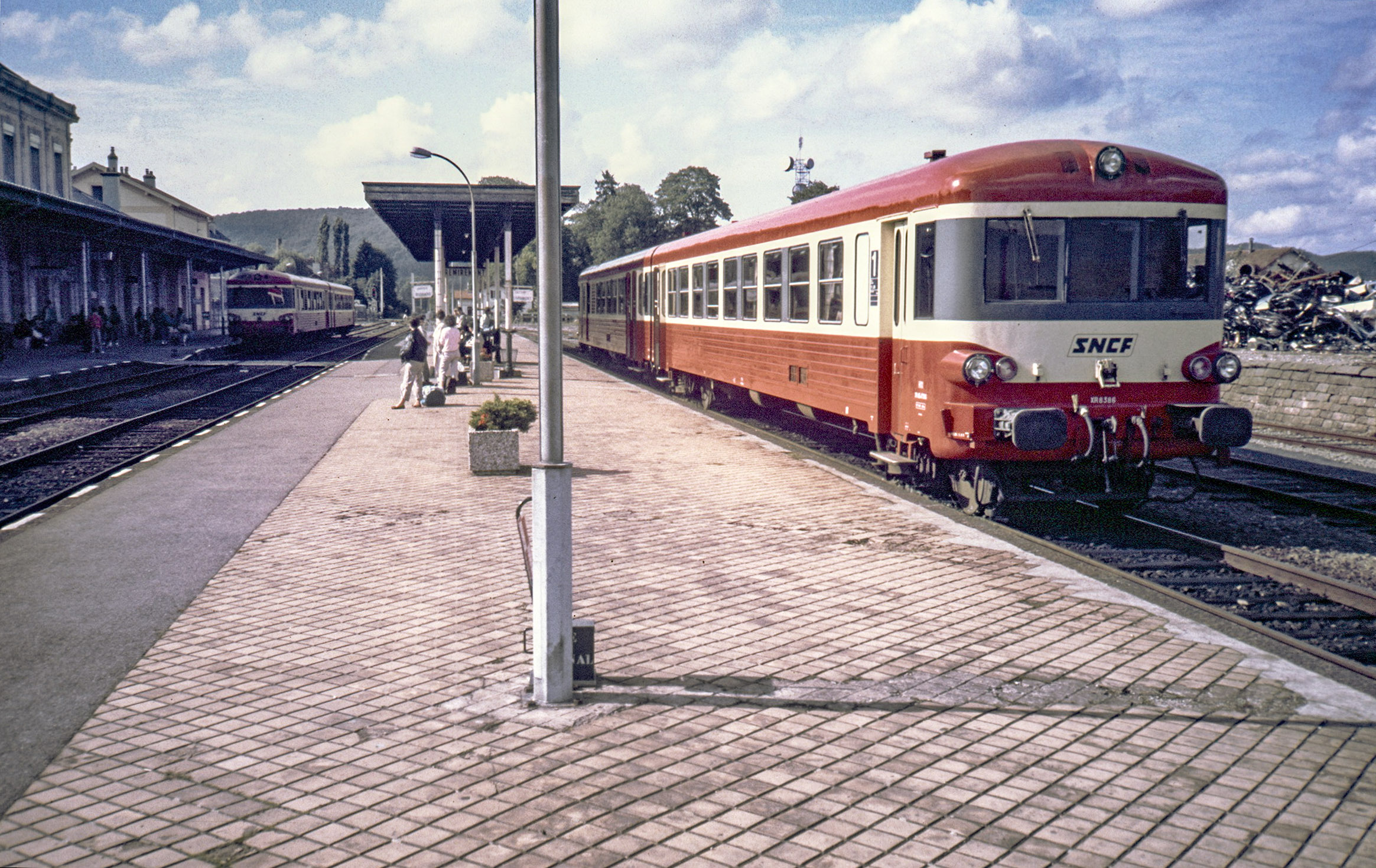
Bahnhof Remiremont vor der Elektrifizierung mit Triebzügen der Baureihe X 4300, 1987

Entlang der Strecke gibt es einige bemerkenswerte Bauwerke. Wenige Kilometer nach Beginn auf dem Gemeindegebiet von Épinal, Gemarkung Char-d’Argent, und Dinozé beim Abzweig zur Bahnstrecke Blainville-Damelevières–Lure galt es, beim Bau der Strecke topografische Schwierigkeiten zu meistern. Mehrere Hügel, die bis zu 140 Meter über das Niveau der angrenzenden Mosel aufragen, namentlich der Bois-des-Coteaux St.-Laurent und der Bois de Rainjuménil, konnten nur mit aufwändigen Hochbauwerken kreuzungsfrei bezwungen werden. Um kreuzungsfreie Verkehrswege herzustellen, baute man den 4,1 km langen Raccordement de Dinozé. Der Grund für diese lange Strecke ist der Steigungswinkel, der 10 ‰ nicht übersteigen durfte.
Zunächst wurde nur der Raccordement de Dinozé erstellt, doch es stellte sich heraus, dass sinnvolle Zugkreuzungen nicht gewährleistet werden konnten, weswegen man mit dem  Raccordement de Saint-Laurent eine Erweiterung vornahm. Dafür plante man um einen Teil der Ortslage Saint-Laurent herum eine 2,1 km lange Verbindungsstrecke, die sogenannte Bertraménil-Schleife, die zudem mehrere Brückenbauwerke erforderte. Hier konnte die Steigung von 14 ‰ nicht verhindert werden.
Diese sehr aufwändige Konstruktion hatte nur eine kurze Einsatzdauer. Die Geschichte zeigte aber, dass die Brücken von allen Seiten für wichtig erachtet wurden.
Nur ein knappes Jahr lang fuhren Militärzüge über diese Strecke, bevor auf dem Rückzug befindliche französische Truppen im Juni 1940 den zentralen Bogen des Viadukts de Taverne sprengten. Kurz darauf bombardierten auf dem Vormarsch befindliche deutsche Truppen das Viadukt von Bertraménil, um den Rückzug der verbliebenen Franzosen zu verhindern. Kurz darauf bauten die Deutschen dieses Viadukt aber provisorisch wieder auf, bevor die Amerikaner es 1944 erneut zerstörten. Auch die United States Army behob die Schäden wieder, allerdings in einer ungewöhnlichen Art. Sie füllten einen Teil des Bodens auf, um mit einer Hilfskonstruktion die Verbindung herzustellen. Erst 1948 wurde es wieder so hergestellt, wie es ursprünglich gewesen war. 1959 erkannte man, dass mit den freundschaftlichen Verhältnissen der Deutsch-französische Beziehungen ein Fortbestand dieser beiden Verbindungsstrecken nicht mehr zeitgemäß war, da die Fahrbeziehung weiterhin durch Kopfmachen in Epinal möglich ist. Der Unterhalt dieser beiden Abzweige wurde eingestellt und diese wenig später abgebaut. Die Trassen sind heute noch gut sichtbar und größtenteils auch begehbar.

### Tunnel de Bussang

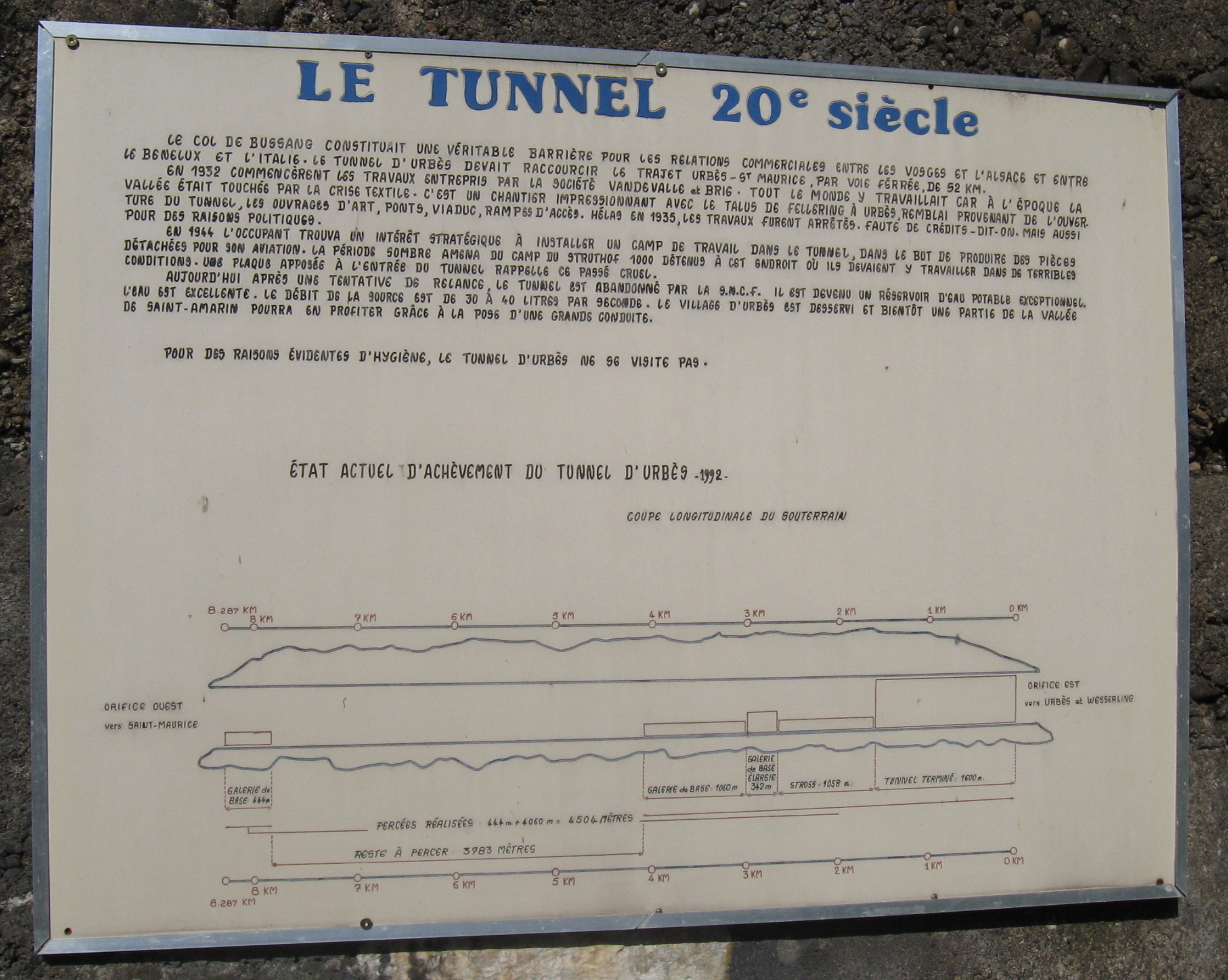
Infotafel zum Tunnel auf der Seite von Urbès.

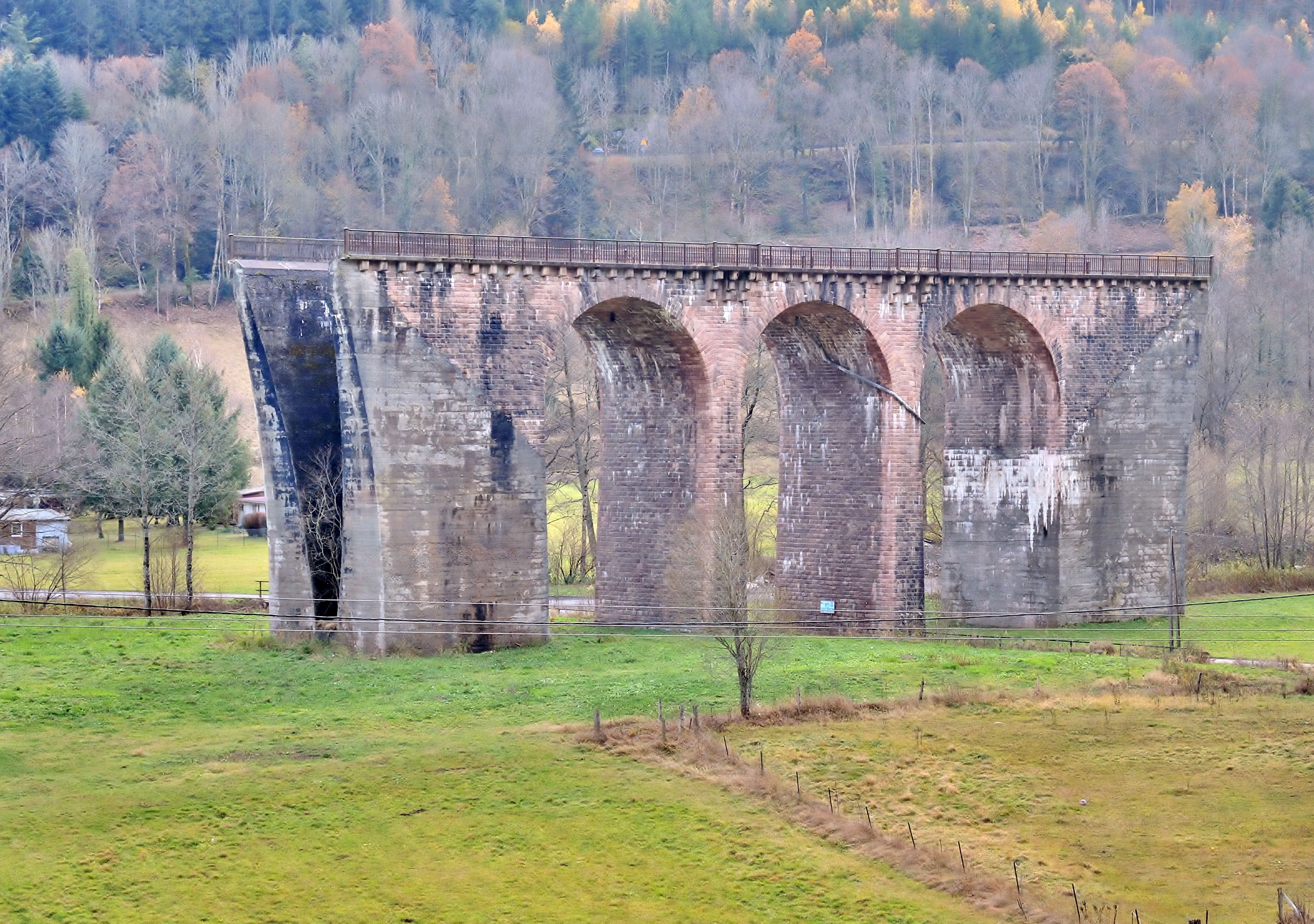
Fertiggestelltes Viadukt der Zulaufstrecke zum Tunnel d’Urbes

Dieser Tunnel wäre seinerzeit der längste in Frankreich gewesen und sollte eine direktere Verbindung zum Bahnhof Mulhouse-Ville herstellen. Er hätte die Grenze zwischen den Départements Vosges und Haut-Rhin überwunden. Bei Wesserling wäre man auf die Bahnstrecke Lutterbach–Kruth gestoßen, die nach ca. 29 km die Bahnstrecke Strasbourg–Basel erreicht, an der nach 8 km der Bahnhof Mulhouse-Ville liegt.
Nur zehn Tage nach dem Waffenstillstand am Ende des Ersten Weltkriegs wurde mit Initiative der Stadt Saint-Dié an dieses bereits mit dem Bau der Bahnstrecke Sélestat–Lesseux-Frapelle projektierten, knapp 7 km langen Tunnels Sainte-Marie-aux-Mines erinnert. Der Bau wurde im April 1919 begonnen und am 21. Oktober 1928 fertiggestellt. Die 31 km lange Strecke ging Anfang August 1937 in Betrieb.
Nachdem ein derart großes Eisenbahnprojekt in den Mittelvogesen Erfolg versprach, wurden auch die Gemeinden in den Südvogesen aktiv, um auch „ihre“ Verbindung durch den in Nord-Süd-Richtung verlaufenden Hauptkamm der Vogesen zu bekommen. Die kurze Verbindung von Remiremont über den Bussang-Pass nach Mulhouse versprach gute Renditen und wurde von den meisten Verantwortlichen wohlwollend unterstützt. Förderung kam auch von der Handwerkskammer Remiremont und der wichtigsten, wirtschaftsnahen Zeitung dort, der L’Industriel Vosgien. Bahnprojekte, die eine Verbindung zwischen dem Stammgebiet Frankreichs und den von den Deutschen eroberten Gebieten herstellen sollten, wurden von der Bevölkerung politisch aufgeladen als Regierungsverpflichtung gesehen. Blieb eine geforderte Verbindung auf der Strecke, kochte der Volkszorn hoch.
Von Anfang an sollte der Tunnel zweigleisig angelegt werden und eine Höchstgeschwindigkeit von 90 km/h bei maximal 8,5 ‰ Steigung ermöglicht werden. Auf der östlichen Seite bei Urbès wurde dafür eine 1 km lange Rampe mit dem Ausbruchmaterial aufgeschüttet. Die Bauausführung oblag der Firma Vandewalle & Borie. Sie hatte den Zuschlag bekommen, da sie mit 87 Mio. Franc deutlich günstiger war als die vom Staat geschätzten 125 Mio. Franc.
Auf der Baustelle arbeiteten 1100 Personen, die in Baracken nicht weit von ihrer Arbeitsstelle in Urbès untergebracht wurden. „Die vorgegebenen Gründe zur Stilllegung der Baustelle: die Gesellschaft war sehr rasch mit technischen Problemen konfrontiert. Zu den vorgegebenen Gründen, um in einer ersten Zeit die Arbeit an der Baustelle zu verlangsamen und ein bisschen später, um sie endgültig aufzugeben, gehören: der große Unterschied im Gefälle zwischen vogesischer und elsässischer Seite, starkes Wassereindringen, sehr hartes Gestein usw., was zusätzlich bedeutende Ausgaben verursacht hätte. Die Frage, ob solche Argumente gerechtfertigt waren oder nicht, blieb offen. Auf jeden Fall ging schon 1935 die Arbeit auf der Baustelle langsamer voran, mit dem Vorwand, die Kosten seien zu erheblich; der Vertrag mit der Gesellschaft wurde storniert. Auf der vorgesehenen Länge von 8287 m wurden schließlich 4060 m auf der elsässischen Seite und kaum 300 m auf der westlichen Seite der Vogesen durchgebohrt.“ 1935 war die Firma Vandewalle & Borie bankrott, weil sie die Kosten offensichtlich völlig unterschätzt und eine mögliche Explosion der Arbeits- und Materialkosten vor ihrer Kalkulation ausgeblendet hatte.